# Smith Ballew
Smith Ballew (21 de enero de 1902 – 2 de mayo de 1984) fue un actor, cantante, director de orquesta y, finalmente, una estrella del Western cantado de nacionalidad estadounidense.

## Biografía
Su verdadero nombre era Sykes Ballew, y nació en Palestine, Texas. Estudió en la high school de Sherman, Texas, en el Austin College, y en la Universidad de Texas en Austin.
Empezó su carrera como cantante en la radio, y en la década de 1930 se convirtió en uno de los primeros cowboys cantantes de la pantalla cinematográfica. Así, hizo una serie de westerns musicales para Paramount Pictures y uno para 20th Century Fox, trabajando posteriormente como actor de reparto hasta la década de 1950.
Antes de su actividad como cowboy cantante, y empezando a finales de la década de 1920, se convirtió en uno de los cantantes más conocidos de entre centenares de bandas de baile y de jazz. En esa época Ballew, junto a Scrappy Lambert, Dick Robertson y Chick Bullock, fue uno de los más prolíficos vocalistas de estudio, llegando en 1931 a organizar una orquesta propia, aunque de corta trayectoria.
Entre 1929 y 1935 hizo numerosas grabaciones para los sellos OKeh Records, Columbia Records, Crown Records, Banner Records, Domino Records, Jewel Records, Regal Records, Perfect Records, y Oriole Records (en este último como Buddy Blue & His Texans o Jack Blue's Texans). Pocas de estas grabaciones daban pistas sobre su futuro estilo como cowboy cantante.
Smith Ballew falleció en 1984 en Longview, Texas. Tenía 82 años de edad. Fue enterrado en el Cementerio Laurel Land Memorial Park de Fort Worth, Texas.